# Smiljevac (Ivanjica)
Pour les articles homonymes, voir Smiljevac.
Smiljevac (en serbe cyrillique : Смиљевац) est un village de Serbie situé dans la municipalité d’Ivanjica, district de Moravica. Au recensement de 2011, il comptait 116 habitants.

## Démographie
| 1948 | 1953 | 1961 | 1971 | 1981 | 1991 | 2002 | 2011 |
| ---- | ---- | ---- | ---- | ---- | ---- | ---- | ---- |
| 813  | 854  | 858  | 637  | 380  | 243  | 165  | 116  |

|  |